# Christelle Laura Douibi
Christelle Laura Douibi (24 november 1985) is een Algerijns voormalig skiester, actief in de afdaling en de super G.
Ze kwalificeerde zich voor de Olympische Winterspelen in Turijn in 2006. Ze was de Algerijnse vlaggendraagster en bovendien de enige Afrikaanse vrouw op deze winterspelen. Zowel in de afdaling als in de Super G haalde ze de finish in de traagste tijd van alle deelneemsters.

## Resultaten Olympische Winterspelen 2006
| Discipline | tijd    | Resultaat |
| ---------- | ------- | --------- |
| Afdaling   | 2:09.68 | 40e       |
| Super G    | 1:43.54 | 51e       |